# Каленберг (Мюльхайм-ан-дер-Рур)

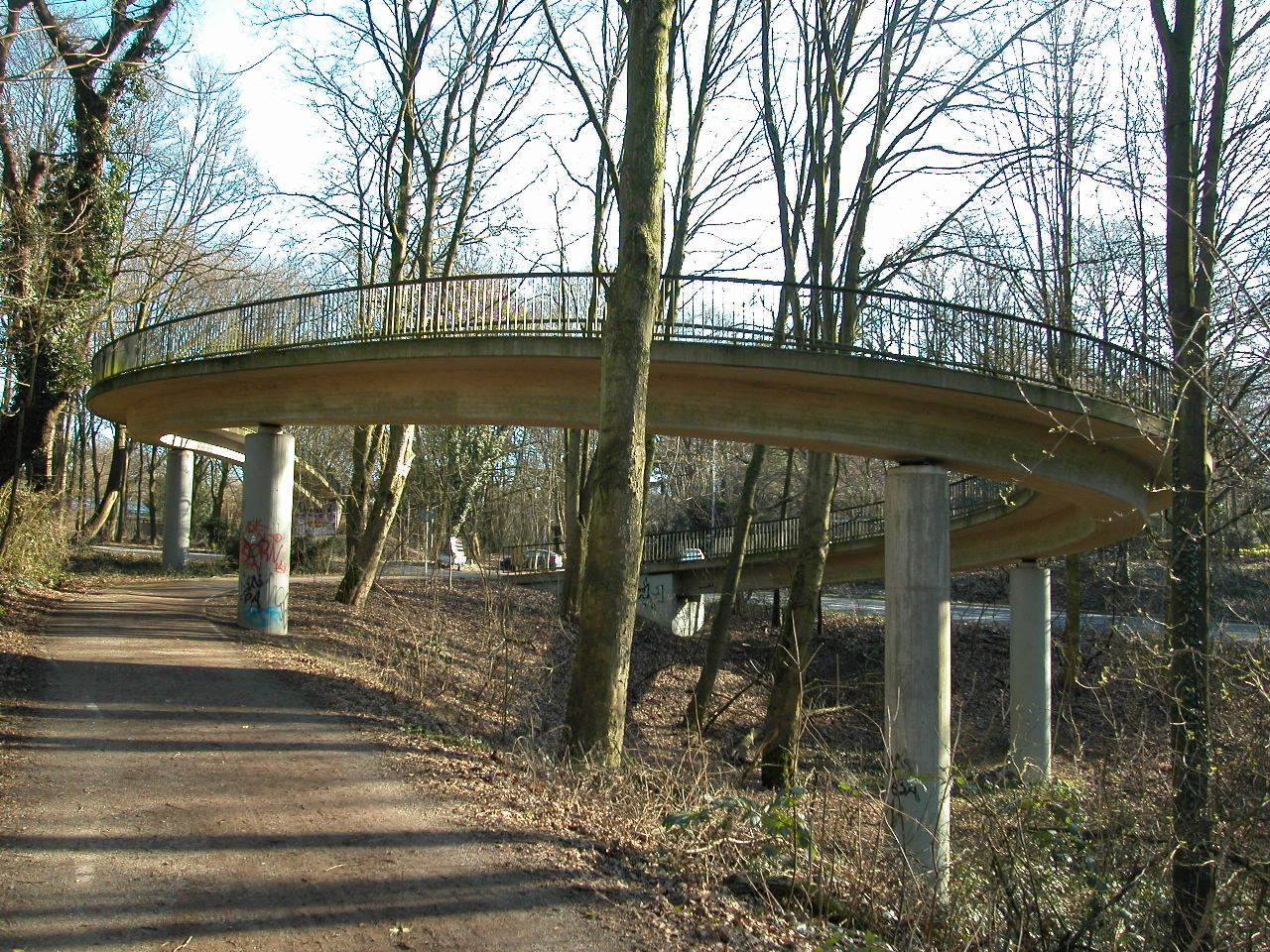
Велосипедный мост на Каленберге

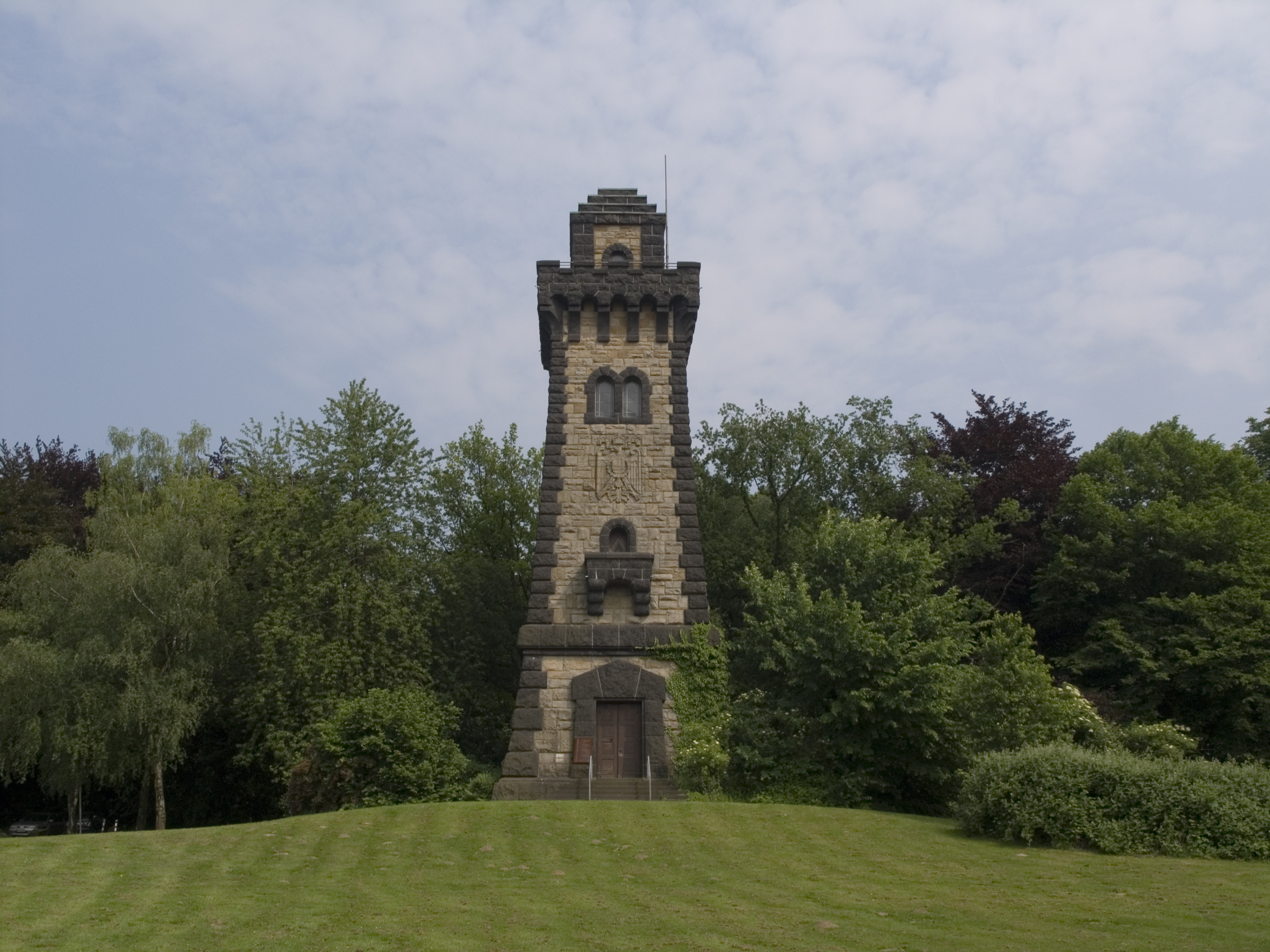
Башня Бисмарка в западной части Каленберга

Каленберг (нем. Kahlenberg, в пер. Лысая гора) — возвышенность на северном берегу реки Рур, находящаяся в городе Мюльхайм-ан-дер-Рур (федеральная земля Северный Рейн — Вестфалия).

Каленберг является последним отрогом гористого района Ардайгебирге перед выходом Рура в долину Нижнего Рейна. Максимальная высота — 90 м над уровнем моря.

Каленберг является популярной среди жителей Мюльхайма зоной отдыха.